# Anisia morionella
Anisia morionella är en tvåvingeart som beskrevs av Wulp 1890. Anisia morionella ingår i släktet Anisia och familjen parasitflugor. Inga underarter finns listade i Catalogue of Life.